# MEO
MEO és un servei i marca comercial del grup Portugal Telecom, gestionada per l'empresa MEO-Serviços de Comunicações e Multimédia SA (en català, serveis de comunicació i multimèdia). El servei va sorgir després de la separació produïda per PT Comunicações i PT Multimédia, aquesta darrera havent-se canviat el seu nom per ZON Multimédia. L'empresa és doncs un operador de telèfons, mòbils o fixos, però també forneix TV per cable i altres serveis relacionats amb les telecomunicacions.